# Botans
Botans este o comună franceză, situată în departamentul Territoire de Belfort, în regiunea culturală și istorică Franche-Comté și în regiunea Bourgogne-Franche-Comté.
Comuna aparține cantonului Châtenois-les-Forges.

## Geografie

### Comune limitrofe
|           |        | Andelnans |
| Argiésans |        |           |
|           | Dorans | Sevenans  |

### Climă
În 2010, clima comunei era de tip climat montan, conform unui studiu al Centrului Național de Cercetare Științifică bazat pe o serie de date care acoperă perioada 1971-2000. În 2020, Météo-France publică o tipologie a climei din Franța metropolitană în care comuna este expusă unui climat semi-continental și se află în regiunea climatică Vosgi, caracterizată de o pluviometrie foarte ridicată (1.500 până la 2.000 mm/an) în toate anotimpurile și o iarnă aspră (sub 1 °C).
Pentru perioada 1971-2000, temperatura medie anuală este de 9,7 °C, cu o amplitudine termică anuală de 17,4 °C. Cantitatea medie anuală de precipitații este de 1 214 mm, cu 13 zile de precipitații în ianuarie și 10,5 zile în iulie. Pentru perioada 1991-2020, temperatura medie anuală observată la stația meteorologică Météo-France cea mai apropiată, situată în comuna Dorans la 1 km distanță, este de 10,9 °C, iar cantitatea medie anuală de precipitații este de 974,0 mm.
Pentru viitor, parametrii climatici estimati pentru comună, pentru anul 2050, conform diferitelor scenarii de emisii de gaze cu efect de seră, pot fi consultati pe un site dedicat publicat de Météo-France în noiembrie 2022.

## Urbanism

### Tipologie
La 1 ianuarie 2024, Botans este clasificată drept comună rurală cu habitat dispersat, conform noii grile comunale de densitate în șapte niveluri definită de INSEE (Institutul Național de Statistică și Studii Economice) în 2022. Ea se află în afara unei unități urbane. De asemenea, comuna face parte din zona metropolitană a orașului Belfort ca comună de coroană. Această arie, care reunește 91 de comune, este clasificată în categoria ariilor cu o populație cuprinsă între 50.000 și mai puțin de 200.000 de locuitori.

### Utilizarea terenurilor
Ocupația terenurilor din comuna Botans, așa cum reiese din baza de date europeană privind ocuparea biofizică a solurilor Corine Land Cover (CLC), este marcată de importanța teritoriilor agricole (56,6 % în 2018), în scădere față de anul 1990 (67,4 %). Repartiția detaliată în 2018 este următoarea: zone agricole heterogene (54,2 %), păduri (17 %), mine, depozite de deșeuri și șantiere (9,9 %), ape continentale (9,1 %), zone industriale sau comerciale și rețele de comunicație (6,4 %), terenuri arabile (2,2 %), zone urbanizate (1 %), pajiști (0,2 %). Evoluția ocupării terenurilor în comună și a infrastructurilor sale poate fi observată pe diferitele reprezentări cartografice ale teritoriului: harta Cassini (secolul XVIII), harta de stat-major (1820-1866) și hărțile sau fotografiile aeriene ale IGN pentru perioada actuală (1950 până în prezent).

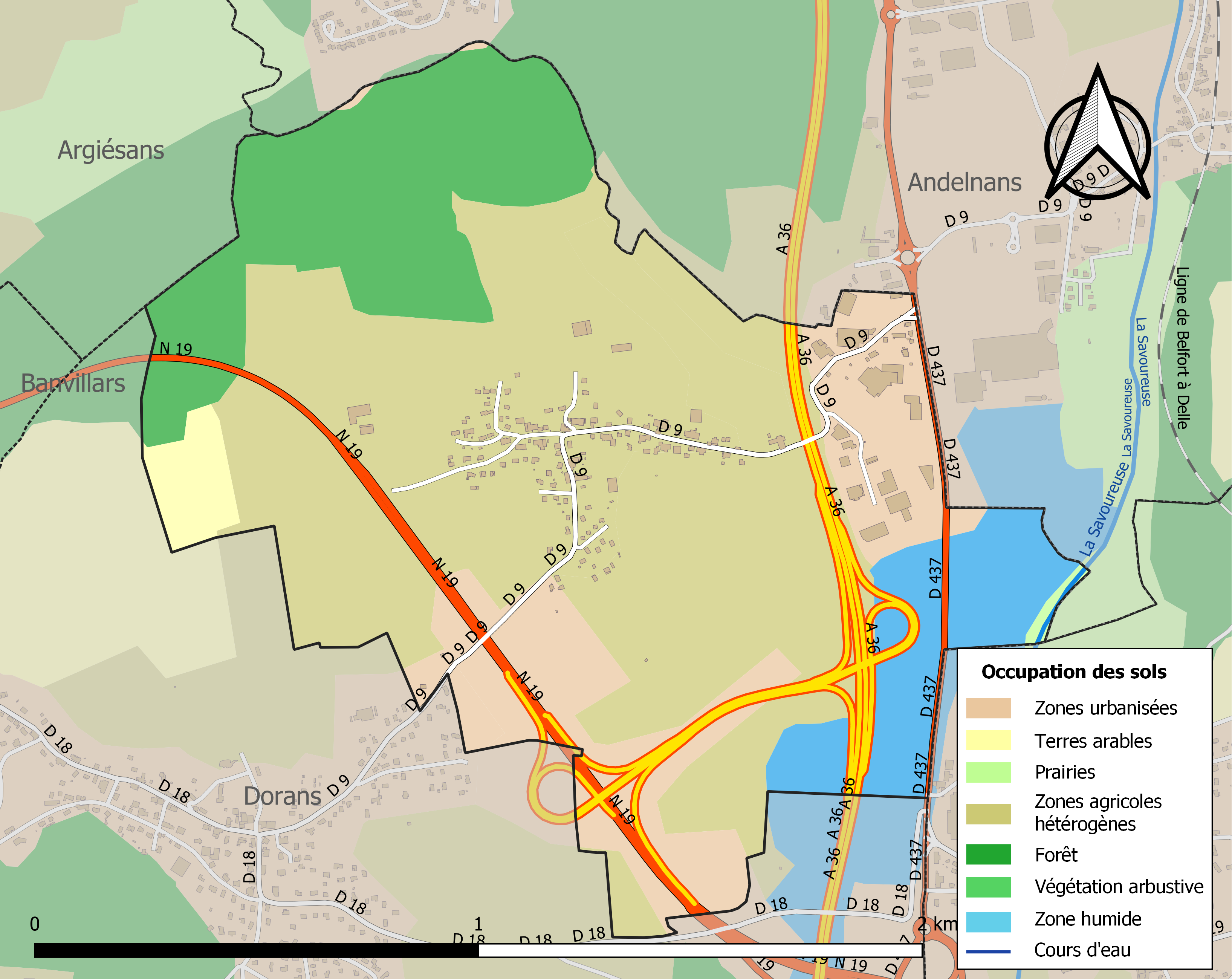
Harta infrastructurii și utilizării terenului a comunei în 2018 (CLC).

## Toponimie
Numele satului este menționat pentru prima dată la începutul secolului al XIV-lea.
Bostans (1427), Bostant (1591), Botans (1671).

## Populația și societatea

### Date demografice
Evoluția numărului de locuitori este cunoscută prin recensămintele populației efectuate în comuna respectivă începând din 1793. Pentru comunele cu mai puțin de 10 000 de locuitori, un recensământ al întregii populații este realizat la fiecare cinci ani, populațiile legale pentru anii intermediari fiind estimate prin interpolare sau extrapolare. Pentru comuna respectivă, primul recensământ exhaustiv în cadrul noului dispozitiv a fost realizat în 2004.
În 2022, comuna număra 248 locuitori, în creștere cu -1,59 % față de 2016 (Territoire de Belfort: -2,78 %, Franța fără Mayotte: +2,11 %).

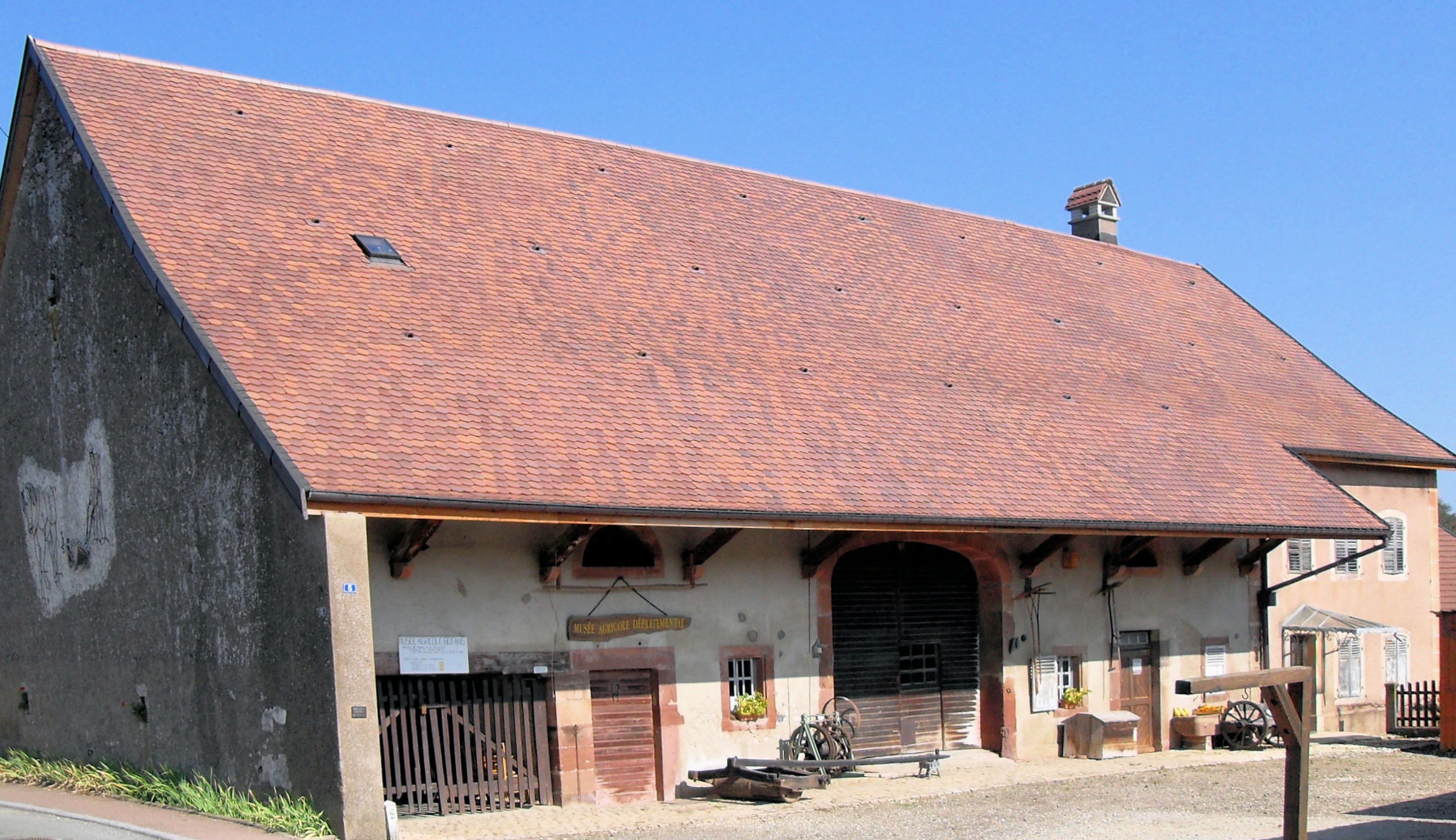
Muzeul Agricol

| An        | 1793 | 1821 | 1841 | 1856 | 1876 | 1886 | 1901 | 1921 | 1936 | 1962 | 1982 | 2006 | 2014 | 2022 |
| --------- | ---- | ---- | ---- | ---- | ---- | ---- | ---- | ---- | ---- | ---- | ---- | ---- | ---- | ---- |
| Populație | 124  | 162  | 197  | 150  | 125  | 124  | 134  | 133  | 159  | 158  | 194  | 275  | 275  | 248  |

## Cultură locală și patrimoniu

### Locuri și monumente
Muzeul agricol din Botans păstrează și expune, într-o fermă veche, atât unelte și mașini agricole, cât și o livadă și o grădină conservatoare. Asociația care îl administrează organizează zile festive și diverse activități culturale.